# Rad ab!
rAd ab! war ein Comicmagazin aus Deutschland, das ab 1985 im gleichnamigen Verlag in (West-)Berlin erschien.
rAd ab! hatte zwar farbige Cover aus Pappe, der Rest der Hefte im A5-Format war hingegen schwarz-weiß gedruckt. Ausgabe 1 kostete 2,50 Mark, die restlichen Hefte einheitlich 3,20 Mark. Erschienen sind 5 Ausgaben.
In rAd ab! waren Comics von deutschen Autoren enthalten. So versammelten die Heftchen bekannte Zeichner und Texter dieser Zeit, namentlich Walter Moers, Hansi Kiefersauer, Fuchsi, Peter Petri, Detlef Surrey, Bert Henning, Bernd Hobohm, Rolf Boyke, Bernd Pfarr, Brösel, Tomas M. Bunk und Gerhard Seyfried.
Anschließend wurde das rAd ab!-Magazin als A5-Paperback-Reihe fortgeführt. Davon erschienen drei Bände im Verlag Gerald Leue Berlin.
Neben den unregelmäßig erscheinenden Comicmagazinen verlegte der rAd-ab!-Verlag auch Comicbände einzelner Autoren wie beispielsweise Frigobert und Kolakowski von Hansi Kiefersauer oder Genug ist Genug! von Peter Petri. Diese Bände waren ähnlich aufgemacht wie die Comicmagazine, kosteten aber 9,80 Mark.

## Verwandte Themen
Ein früheres Projekt in ähnlicher Besetzung war das Comic-Heft Zomix und die Comix + Cartoon Reihe